# Kamalduli rend

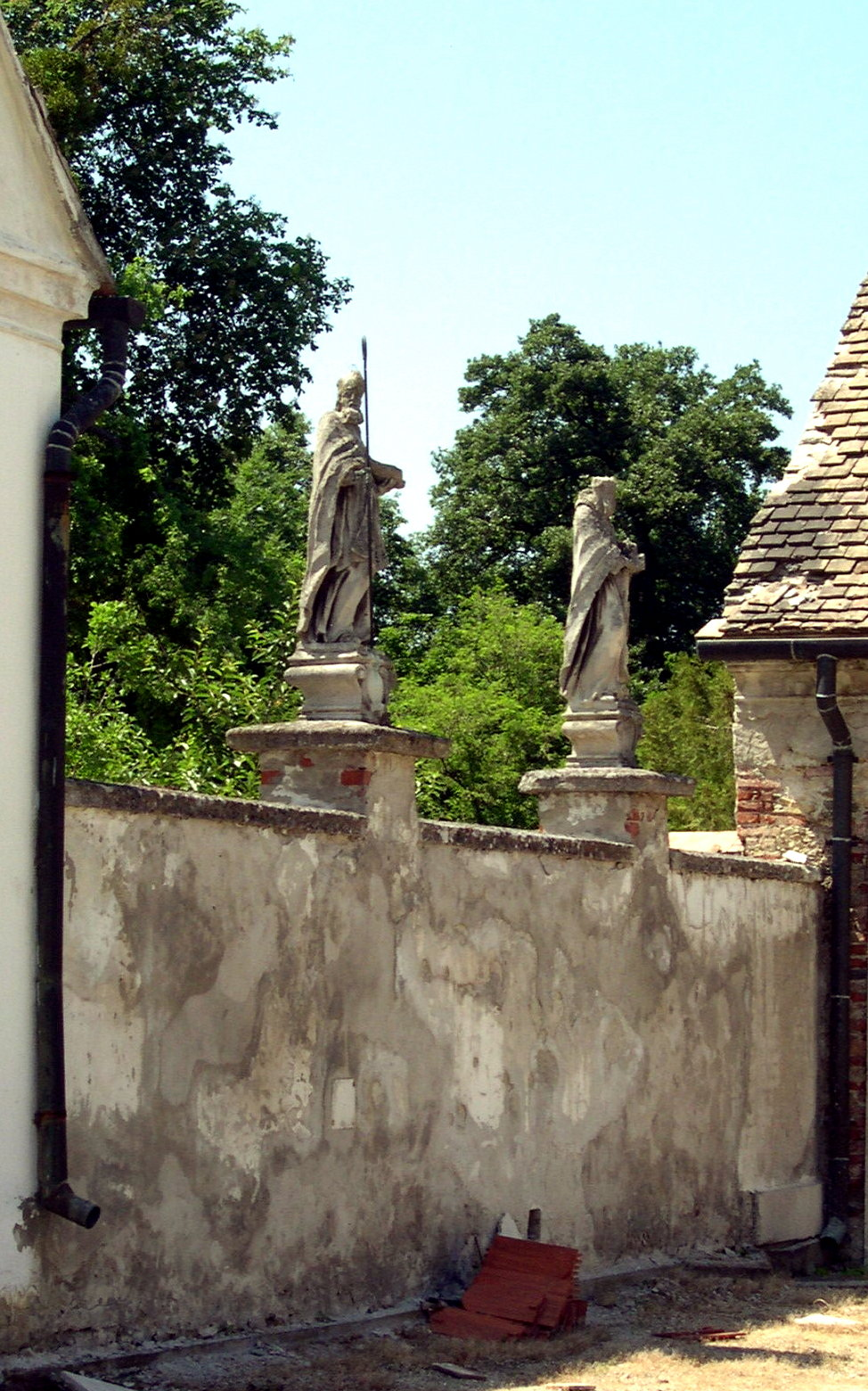
A majki kolostor részlete

A kamalduliak vagy a kamalduli bencés remete-monachusok kongregációja (latinul: Congregatio Monachorum Eremitarum Camaldulensium Ordinis S. Benedicti, OSBCam) egy 1010 körül alakult, pápai jogú, szemlélődő monasztikus közösség, a bencések szigorított rendje volt. A ravennai Romuald herceg (későbbi Szent Romuald) reformjából született, aki a lombardiai hercegi család egyik tagja volt. Egy Malduli nevű gazda adományaként a birtokán Campo Malduli néven  jött létre a remeteség. A rend 1027-ben kapott pápai jóváhagyást II. Sándortól.
Tagjai a lelki tökéletességre törekedtek, e célból magányosan, Isten felé fordulva éltek, ötvözve a közösségi, szerzetesi és remeteéletet. A csuhájuk színe miatt fehér barátoknak is nevezték őket. A fejük tetejét borotválták, tarkójuknál félkörívben rövidre nyírt hajat és hosszú szakállt viseltek. Sem egymással, sem a külvilággal nem érintkeztek.
A némasági fogadalom alól csak a december 28. és január 2. közötti napok voltak kivételek, máskor azonban a kolostort is csak engedéllyel hagyhatták el.

## Magyarországon
Magyarországon a 17. században telepedtek le a kamalduliak. Az első kamalduli remeteséget a Nyitra melletti Zobor-hegyen alapították 1691-ben. Esterházy Pál nádor a Sopron vármegyei Lánzsér váránál 1700-ban alapított remeteséget. 1710-ben a Szepes vármegyei Lehnicen alakult remeteség.
Majkon tizenkét évig működött remeteség (lásd: majki műemlékegyüttes), majd II. József magyar király 1782-es rendeletével mindet feloszlatták.